# Loi d'inertie de Sylvester
En mathématiques, et plus particulièrement en algèbre linéaire, la loi d'inertie de Sylvester, formulée dans le cas réel par  James Joseph Sylvester en 1852, est un théorème de classification des formes quadratiques sur un {\displaystyle \mathbb {K} }-espace vectoriel V où {\displaystyle \mathbb {K} } désigne un corps ordonné. À l'aide d'un changement de variables approprié, tout polynôme homogène de degré 2 à coefficients réels et à n variables peut s'écrire sous la forme d'une somme de carrés, précédés de signes + ou – (cette écriture s'appelle la réduction de Gauss) ; la loi d'inertie dit que le nombre de signes + et le nombre de signes –  ne dépendent pas du changement de variable utilisé.

## Énoncé
Définitions. L'indice d'inertie (ou plus brièvement l'indice) d'une forme quadratique Q
sur un {\displaystyle \mathbb {K} }-espace vectoriel V  de dimension finie n est la dimension maximale des sous-espaces
F de V tels que {\displaystyle Q(v)<0} pour tout {\displaystyle v\in F\setminus \{0\}} (où {\displaystyle <} désigne la relation d'ordre stricte naturelle sur {\displaystyle \mathbb {K} }).
Soit q l'indice de la forme quadratique Q, et soit p la dimension maximale des sous-espaces
G de V tels que {\displaystyle Q(v)>0} pour tout {\displaystyle v\in G\setminus \{0\}}, autrement dit
tels que la restriction de Q à G soit définie positive.
Le couple (p, q) s'appelle la signature de Q.
L'indice d'une forme définie positive est nul ; sa signature est (n, 0).
L'indice d'une forme définie négative (c'est-à-dire telle que –Q soit définie positive) est égal à n ; sa signature est (0, n).
Loi d'inertie de Sylvester — Soit Q une forme quadratique sur un {\displaystyle \mathbb {K} }-espace vectoriel V (où {\displaystyle \mathbb {K} } est un corps ordonné) de signature (p, q).
Pour toute base {\displaystyle (e_{i})} orthogonale pour Q on a  
Le rang de Q est égal à p + q ;
Si de plus, {\displaystyle \mathbb {K} } est quadratiquement clos, alors deux formes quadratiques sur V sont équivalentes si et seulement si elles ont même signature.

## Commentaires généraux
- Une retombée de la preuve est le fait que pour {\displaystyle \mathbb {K} } de caractéristique différente de {\displaystyle 2}, la réduction de Gauss, quelle que soit la façon dont on s'y prend, donne le même nombre de « carrés positifs » et de « carrés négatifs ».

## Commentaires sur le cas réel
On considère maintenant le cas particulier important {\displaystyle \mathbb {K} =\mathbb {R} }.
- En multipliant les vecteurs d'une base orthogonale par des constantes convenables, on peut supposer se ramener au cas où les {\displaystyle e_{i}} tels que {\displaystyle Q(e_{i})\not =0} vérifient {\displaystyle Q(e_{i})=\pm 1}. Par rapport à une telle base, Q s'écrit{\displaystyle -\sum _{i=1}^{q}x_{i}^{2}+\sum _{i=q+1}^{q+p}x_{i}^{2}.}
- En termes de matrices, on a un énoncé équivalent : si A est la matrice de Q dans une base, il existe une matrice inversible P telle que{\displaystyle P^{T}AP={\begin{pmatrix}-I_{q}&0&0\\0&I_{p}&0\\0&0&0\\\end{pmatrix}}.}Autrement dit, la matrice de la forme est congruente à une matrice diagonale n'ayant que des 0, 1 et –1 sur la diagonale ; la classe de congruence est caractérisée par les entiers p et q.
- On peut dire aussi que deux formes quadratiques réelles sont équivalentes si elles ont même rang et même indice d'inertie.
- On a une décomposition orthogonale{\displaystyle V=F\oplus G\oplus \operatorname {rad} (Q)}où
  - Q est définie négative sur F (qui est de dimension q) et définie positive sur G (qui est de dimension p).
  - Cette décomposition n'est pas unique. Elle est déterminée par le choix de F (ou celui de G).
- Ce théorème montre que l'indice d'isotropie total[5] de Q est égal à inf(p, q) + n – r.
Deux formes quadratiques réelles de même rang et de même indice d'isotropie total sont équivalentes au signe près.
- Compte tenu des contraintes évidentes de dimension {\displaystyle (0\leq q\leq r\leq n)}, il y a {\displaystyle (n+1)(n+2)/2} classes d'équivalence de formes quadratiques sur un  espace vectoriel réel de dimension n.

## Exemples
- La forme quadratique{\displaystyle Q(x,y,z,t)=c^{2}t^{2}-x^{2}-y^{2}-z^{2},}associée à un espace de Minkowski en relativité restreinte, a pour rang 4 et pour  signature (1, 3).
- Puisque {\displaystyle 4(xy+yz+zt+xt)=(x+y+z+t)^{2}-(x+z-y-t)^{2},}la forme Q(x, y, z, t) = 4(xy + yz + zt + xt) est de rang 2 et a pour signature (1, 1) et pour indice 1.
- Sur l'espace des matrices réelles 2×2, le déterminant est une forme quadratique de signature (2, 2). En effet, pour a, b, c, d réels on a

{\displaystyle {\begin{vmatrix}a&b\\c&d\end{vmatrix}}=ad-bc={\frac {1}{4}}(a+d)^{2}-{\frac {1}{4}}(a-d)^{2}-{\frac {1}{4}}(b+c)^{2}+{\frac {1}{4}}(b-c)^{2}.}
Cette forme quadratique peut être restreinte à des sous-espaces particuliers, ce qui permet de construire des isomorphismes « exceptionnels » entre groupes de Lie de petit rang.
- Sur l'espace {\displaystyle {\mathfrak {sl}}_{2}(\mathbb {R} )} des matrices réelles 2×2 de trace nulle, l'opposé du déterminant est une forme quadratique de signature (2, 1). En effet, une telle matrice est de la forme

{\displaystyle A={\begin{pmatrix}a&b\\c&-a\end{pmatrix}}} avec a, b, c réels, et {\displaystyle -\det A=a^{2}+bc=a^{2}+{\frac {1}{4}}(b+c)^{2}-{\frac {1}{4}}(b-c)^{2}}.
Le groupe {\displaystyle \mathrm {SL} _{2}(\mathbb {R} )} agit par conjugaison sur {\displaystyle {\mathfrak {sl}}_{2}(\mathbb {R} )} car la conjugaison préserve la trace. Cette action préserve le déterminant et induit un morphisme {\displaystyle \mathrm {PSL} _{2}(\mathbb {R} )\to \mathrm {SO} ^{+}(2,1)} qui se trouve être un isomorphisme.
- Sur l'espace {\displaystyle {\mathcal {A}}} des matrices réelles 2×2 anti-hermitiennes (matrices A telles que {\displaystyle {\overline {A}}{}^{\mathsf {T}}=-A}) et de trace nulle, le déterminant est une forme quadratique de signature (3, 0). En effet, une telle matrice est de la forme

{\displaystyle A={\begin{pmatrix}a\mathrm {i} &b+c\mathrm {i} \\-b+c\mathrm {i} &-a\mathrm {i} \end{pmatrix}}} avec a, b, c réels, et {\displaystyle \det A=a^{2}+b^{2}+c^{2}}.
Comme {\displaystyle {\mathcal {A}}} est l'algèbre de Lie du groupe {\displaystyle \mathrm {SU} _{2}(\mathbb {C} )}, l'action par conjugaison de ce groupe sur son algèbre de Lie, qui préserve le déterminant, permet de construire un morphisme {\displaystyle \mathrm {SU} _{2}(\mathbb {C} )\to \mathrm {SO} _{3}(\mathbb {R} )} qui se trouve être le revêtement universel du groupe des rotations de l'espace.

## Remarques diverses

### Relation avec les valeurs propres
On peut déterminer directement  la signature de la forme Q à l'aide des valeurs propres de la matrice  de cette forme, M. En effet, M est diagonalisable (d'après le théorème spectral), et ce dans une base qui vérifie les conditions du théorème précédent ;  on en déduit que le rang de M, et donc de Q,  est  le nombre de ses valeurs propres non nulles (comptées avec leur multiplicité), et que q est le nombre des valeurs propres de M strictement négatives.

### À propos de la terminologie
Concernant l'indice et la signature, plusieurs terminologies coexistent
dans la communauté scientifique. Cela est rappelé en note pour l'indice.
Certains auteurs appellent signature l'entier relatif p-q (différence des dimensions entre
les sous-espaces "positifs" et "négatifs" maximaux).

## Applications

### Calcul différentiel
Soit f une fonction C2 sur ℝn, dont la différentielle s'annule en 0. Supposons que la forme quadratique définie par la matrice hessienne soit non dégénérée d'indice e. Alors il existe un sous-espace vectoriel V de dimension e tel que la restriction de f à V admette un maximum local strict en 0. De plus, e est la dimension maximale d'un sous-espace ayant cette propriété.
Il existe de même un supplémentaire W de V  tel que la restriction de f à W admette un minimum local strict en 0.
Grosso modo, l'indice mesure ici la non-minimalité en un point critique.
Ces propriétés subsistent sur les variétés différentielles. Elles sont à la base de la théorie de Morse.

### Géométrie
Soit Q une forme quadratique sur ℝ3.
La surface d'équation Q(x, y, z) = 1 est homéomorphe (et même difféomorphe) à :
- la sphère S2 si Q est définie positive.
- S1 × ℝ si Q est de signature (2, 1) (hyperboloïde à une nappe).
- S0 × ℝ2 = {–1, 1} × ℝ2 si Q est de signature (1, 2) (hyperboloïde à deux nappes).

Le mot nappe désigne ce qu'on appelle aujourd'hui composante connexe.
Plus généralement, si Q est une forme quadratique sur ℝn
de signature (p, q), l'hypersurface d'équation Q(x) = 1 est homéomorphe (et même difféomorphe) à Sp – 1 × ℝn – p.
Exemple. Sur l'espace vectoriel des matrices réelles (2,2), le déterminant est une forme
quadratique de signature (2,2). Par conséquent, le groupe spécial linéaire SL(2, ℝ)
est homéomorphe à  S1 × ℝ2